# داستان گودام
داستان گودام که به نام‌های حماسه گودام یا اینانا و گودام نیز شناخته می‌شود، اسطوره‌ای بین‌النهرینی است که از آن دو نسخهٔ بابلی باستان از شهر نیپور به‌دست آمده است. این داستان، روایتگر شخصیتی است که در سایر متن‌ها ناشناخته است؛ گودام اوروک را به آشوب می‌کشد. خنیاگری به نام لوگالگاباگال از رفتار او انتقاد می‌کند اما اظهاراتش فقط او را بیشتر عصبانی می‌کند. سرانجام، او توسط ماهیگیر اینانا متوقف می‌شود. خود الهه پس از آن که گودام شروع به التماس می‌کند، جانش را می‌بخشد و او را به خندقی در نزدیکی زابالام برای زندگی می‌فرستد. بسیاری از جنبه‌های داستان، از جمله ماهیت گودام و هویت ماهیگیر، موضوع بحث در آشورشناسی است. ارتباط‌های احتمالی بین داستان گودام و متن‌های دیگر نیز ذکر شده است. به طور مشخص، بیلگمس و نرگاو آسمان بسیار مشابه آن در نظر گرفته می‌شود و برخی از نویسندگان صریحاً آنها را دو گونه از یک روایت می‌دانند.

## تاریخچه
داستان گودام متنی به خط میخی است که در دورهٔ بابلی باستان و به زبان سومری مکتوب شده است؛ در آشورشناسی به عنوان اسطوره طبقه‌بندی شده است. تا کنون، دو نسخه از متن کشف شده است که هر دو از نیپور بوده‌اند. نسخه CBS 13859 یک لوح کامل است اما نسخه Ni 4409 قطعه‌ای شکسته‌شده از سمت چپ یک لوح است. علاوه بر این، به احتمال زیاد یک کاتالوگ ادبی به بابلی باستان شامل اولین سطرِ این اثر است که در هیچیک از دو لوح حفظ نشده است. تنها بخشی از سطر اول باقی ‌مانده که به صورت gud-dam iriki [...] خوانده شده است. این سطر در اصل احتمالاً gud-dam iriki ba-ra-è («گودام به شهر رفت») بوده است. در کاتالوگ، این اثر در بین نخستین سطرهای بیلگمس و آککا و بیلگمس و هوواوا (نسخه ب) قرار دارد.
این متن برای اولین بار توسط آرنو پوبل در سال ۱۹۱۴ منتشر شد و ترجمهٔ دوم آن را موروس ویتزل در سال ۱۹۳۸ انجام داد؛ اگرچه هر دوی آنها فقط بر اولین نمونهٔ کشف‌شده تکیه کردند و اکنون منسوخ شده در نظر گرفته می‌شوند. مطالعات اندک دیگری در طول قرن بیستم به این متن پرداخت؛ اگرچه، در سال ۱۹۷۶ ساموئل نوح کرامر یک قطعهٔ اضافی، Ni 4409، را شناسایی کرد که تنها نسخهٔ شناخته‌شدهٔ دیگرِ باقی‌مانده است. بخشی از شعر نیز توسط ولفگانگ هایمپل برای مقالهٔ مربوطه در واژگان آشورشناسی و باستان‌شناسی پیش آسیایی ترجمه شد. اولین نسخهٔ کامل مدرن را ویلم رومر در سال ۱۹۹۰ منتشر کرد. متعاقباً، نسخهٔ دیگری در سال ۲۰۰۱ برای پیکره متن الکترونیکی ادبیات سومری تهیه شد. ترجمهٔ داگلاس فرین از این متن نیز در سال ۲۰۰۱ منتشر شد.

## داستان
داستان گودام حول موجود نام‌بخش، گودام، می‌چرخد که در هیچ منبع دیگری ذکر نشده است. طبق تعبیر بنت آلستر، این متن به احتمال زیاد با توصیفی از آمادگی برای جشن اینانا شروع می‌شود که گودام در آن شرکت می‌کند؛ اگرچه، نقش دقیق او در آن مشخص نیست. از طرف دیگر، ممکن است از او برای شرکت در جشن دعوت نشده باشد. او متعاقباً وارد انباری می‌شود و به جستجوی آبجو و مشروب می‌پردازد اما به‌دلیل از بین رفتن سطرهای اول روایت، مشخص نیست که این اقدامات در چه شرایطی آغاز شده است. سپس گودام توسط ساکنان مسلح اوروک محاصره می‌شود و سخنرانی لوگالگاباگالِ خنیاگر را می‌شنود که در آن حرص و ولع او محکوم می‌شود:
آوازخوان آواز را تکرار کرد، او تارها را دلنگ‌دلنگ به صدا در آورد:

«آنچه خوردی، آنچه خوردی

نان نخوردی، آنچه خوردی گوشت خودت بود.

آنچه نوشیدی، آنچه نوشیدی 

آبجو ننوشیدی، آنچه نوشیدی خون خودت بود.

گودام، در خیابان اوروک، انبوه خلق تو را تعقیب کردند.

انبوه خلق با سلاح تو را محاصره کردند!

برو، این کار را نکن! آنچه را که زن به من امر کرده است (که بگویم)، ای مردم، آمده‌ام (تا بگویم)!»
زنی که او نام می‌برد، احتمالا اینانا است. مداخلهٔ او گودام را به خشم می‌آورد. او اعلام می‌کند که معبد اینا را در اوروک و معبدی در زابالام را ویران خواهد کرد و شروع به کشتن مردمی که در اطرافش حضور دارند، با سلاح خود (šar2-ur2) می‌کند؛ تا اینکه یک قهرمان مداخله می‌کند. قهرمان ناشناس که به عنوان «ماهی‌گیر صغیر، ماهی‌گیر اینانا» توصیف می‌شود (šu-ḫa6 tur-re šu-ḫa6 dinana-ke4)، او را با تبر دوطرفه می‌کوبد. گودام شروع به گریه می‌کند و به اینانا التماس می‌کند که از او درگذرد و در ازای آن به او پیشنهاد می‌دهد که برایش گاو و گوسفند از کوه بیاورد. بخش پایانی داستان به خوبی حفظ نشده است؛ اگرچه، ظاهراً اینانا پیشنهاد او را می‌پذیرد و او را می‌فرستد تا در خندقی در مزرعه‌ای نزدیک زابالام زندگی کند. اینانا اعلام می‌کند که مادر گودام باید یک الاغ اجاره کند و یک گونی برایش بخرد. متن با ستایش اینانا به پایان می‌رسد:
اینانا، بگذار رشادت تو را ستایش کنم!

ستایش تو خوش است!

## تفسیر
با توجه به معنای نام گودام، «او گاو نر است»، احتمالاً او موجودی گاونما بوده باشد. اندرو آر. جرج او را به عنوان یک گاو نر افسانه‌ای توصیف می‌کند. با این حال، متن هیچ اطلاعاتی در مورد ظاهر او ارائه نمی‌کند. بنت آلستر بعید دانست که گودام یک گاو نر باشد و ترجیح می‌دهد با او به‌عنوان شخصیتی شبیه انسان‌ها و خداییان رفتار کند. او چنین فرض کرد که گودام ممکن است بازتابی طنزآمیز از دشمن واقعی شهر اوروک، برای مثال، عیلام باشد. با این حال، او به طور امتحانی از این پیشنهاد حمایت کرد که ممکن است با موتیفِ بسیار گواهی‌شده در هنر بین‌النهرین، گاو-مرد، مرتبط باشد. لورا فلدت معتقد است که او یا یک انسان-گاو اسطوره‌ای بوده یا خدایی که به تمثیل به‌عنوان گاو نر توصیف شده است.
پژوهشگران همچنین نقش لوگالگاباگال را متفاوت تفسیر می‌کنند؛ آلهنا گادوتی معتقد است که او در خدمت اینانا بوده است؛ زیرا او مستقیماً در زمان صحبت با گودام بیان می‌کند که از طرف یک زن عمل می‌کند. بنت آلستر همچنین می‌گوید که اینانا همان زن مورد نظر است. اگرچه، او استدلال می‌کند که نوازنده خدمتکارِ گودام است و سعی می‌کرد میان او و اینانا میانجیگری کند اما در نهایت به او توهین کرد.
یکی دیگر از جنبه‌های داستان گودام که موضوع بررسیِ علمی بوده، هویت ماهیگیر است. جیانی مارکسی پیشنهاد کرده است که می‌توان او را به‌عنوان دوموزی ماهیگیر (نباید با خدای دوموزید اشتباه گرفت) شناسایی کرد. دوموزی ماهیگیر پادشاه افسانه‌ای اوروک و اهلِ کوارا است که در فهرست پادشاهان سومری نام او ذکر شده، اما در متن‌های ادبی غایب است. بحث بر سر عبارت tur-re است که نتیجهٔ تحریف در متن باستانی TUR(/dumu/)-zi که آسیب‌دیده است، در نظر گرفته می‌شود. (از آنجایی که آغاز دو علامت re و zi شبیه به هم هستند، در صورت آسیب‌د‌یدگی ممکن است اشتباه گرفته شوند.) با این حال، آلهنا گادوتی در عوض پیشنهاد می‌کند که این عبارت به‌عنوان šu-peš tur خوانده شود و می‌گوید که ممکن است کنایه‌ای از پشتور، خواهر گیلگمش باشد که از طریق داستان گیلگمش و هومبابا شناخته می‌شود؛ اگرچه، او به عدم وجود دینگیر (« معرف الهی») اعتراف می‌کند که در جای دیگری مقدم بر نام او وجود دارد و این مسأله را مانعی برای این تفسیر می‌داند. بنت آلستر در مقابل معتقد است که Šupeštur یک نام شخصی است و پیشنهاد می‌کند که این شخصیت با ماهیگیرانی ارتباط دارد که در اسطوره اینانا و آن هنگام مواجههٔ او با باد جنوبی به اینانا کمک می‌کنند. با این حال، او فرض می‌کند که «ماهی‌گیر کوچک»، علی‌رغم ارتباط احتمالی با اسطوره فوق که به گفته او ممکن است با چنین موضوعاتی سروکار داشته باشد، هیچ اهمیت کیهان‌شناسی ندارد. در نهایت، هیچ یک از پیشنهادها را نمی‌توان به‌طور قطعی اثبات کرد.
موضوع دیگری که موضوع بحث بوده، اصطلاحی است که برای اشاره به سلاح گودام، šarur، استفاده می‌شود. این نام در جای دیگر، تنها در ارتباط با نینگیرسو و نیز در ارتباط نزدیک با نینورتا و سایر خداییانِ مرتبط با آنها، مانند زابابا، گواهی شده است و داستان گودام یک استثنای بالقوه از این قاعده است. لورا فلدت استدلال می‌کند که می‌توان آن را یک اشارهٔ آگاهانه در نظر گرفت؛ زیرا داستان گودام احتمالاً بازتابی طنزآمیز از اسطوره‌هایی است که بر نینورتا متمرکز شده‌اند؛ مانند لوگاله، انجیم یا حماسه آنزو. با این حال، او این احتمال را رد می‌کند که این داستان انعکاس یک افسانهٔ فرضی شامل نبرد بین اینانا و نینورتا باشد.
این واقعیت که گودام زنده رها شده است، احتمالاً نشان‌دهندهٔ ندامت او است؛ بر خلاف آنتاگونیست اسطوره دیگری که بر اینانا متمرکز شده است، شوکالیتودا. بنت آلستر می‌گوید که اشاره به خرید یک الاغ و یک گونی برای گودام توسط مادرش، نشان‌دهندهٔ این است که سرنوشت نهایی او تحقیرآمیز است؛ زیرا نشان‌دهندهٔ وارونه‌سازی بن‌مایهٔ رایجِ مادری است که قهرمان پیروز را ستایش می‌کند. در این داستان، جایگاه گودام از یک «قهرمان سرافراز» به دستفروشی مسافر کاهش می‌یابد. با این حال، به گفته آلهنا گادوتی، این قطعه باید به عنوان نشانه‌ای در نظر گرفته شود که گودام اکنون مانند یک کودک درمانده است و به همین دلیل باید به مادرش وابسته باشد. ست ریچاردسون استدلال می‌کند که سرنوشت گودام شخصیت «زمخت» او را منعکس می‌کند و نشان می‌دهد که او برای زندگی در شهر مناسب نبوده است و آن را نمونه‌ای از قطعه‌ای می‌داند که تلقی ناامن بودن نواحی روستایی را در مقایسه با مناطق شهری نشان می‌دهد.

### ارتباط‌های احتمالی با سایر اسطوره‌ها
وجود ارتباطی بین داستان گودام و اسطوره‌های درباره گیلگمش مطرح شده است؛ هرچند، این قهرمان در آن غایب است. در یک کاتالوگ بابلی باستان که شامل متن‌های ادبی است، داستان گودام در کنار تصنیف‌هایِ متمرکز بر گیلگمش فهرست شده است. شباهت‌های روایی آن به ویژه با شعر بیلگمس و نرگاو آسمان مورد اشاره قرار گرفته است. برخی از نویسندگان تا آنجا پیش می‌روند که آنها را به عنوان دو گونه از یک روایت توصیف می‌کنند؛ اگرچه، به گفته آلهنا گادوتی، با وجود ارتباط بینامتنی قابل قبول بین این دو متن، غیر قابل قبول است که داستان گودام صرفاً یک نسخهٔ جایگزین یا قدیمی‌تر از اسطورهٔ گیلگمش باشد و به عوض برخی از عناصر آن به سایر آثار ادبی بین‌النهرین شباهت دارند. شباهت‌ها شامل نقش «گودامِ» احتمالاً گاونما و «نرگاو آسمان» است. همچنین به این موضوع اشاره شده است که لوگالگابال نقشی مشابه در هر دو متن ایفا می‌کند؛ زیرا دخالت او قبل از مداخلهٔ یک قهرمان در برابر موجودی گاونما است؛ او در هیچ منبع دیگری ذکر نشده است و نام او به عنوان یک اسم کوچکِ رایج در خارج از متن‌های ادبی ذکر نشده است.
شباهت‌هایی بین التماس‌های گودام و هومبابا در اسطورهٔ بیلگمس و هوواوا نیز ذکر شده است. با این حال، دومی ناموفق بود؛ زیرا در حالی که گیلگمش مایل بود از او درگذرد، انکیدو از او خواست تا هومبابا را بکشد.
همچنین پیشنهاد شده است که گودام ممکن است تا حدی الگویی برای تصویر انکیدو در منابع اکدی باشد. توافق بر این است که تغییری بین تصنیف اشعار سومری به‌صورت انفرادی و حماسه گیلگمش رخ داده است؛ زیرا انکیدو که در ابتدا به عنوان یک انسان و خدمتکار گیلگمش به تصویر کشیده شده بود، مبدل به انسان وحشی ماوراء طبیعی شد که به گفتهٔ اندرو آر. جورج احتمالاً منعکس‌کنندهٔ ادغام عناصر منبع دیگری است که در حال حاضر نامشخص است. آلهنا گادوتی صحنه‌ای را که در آن شهروندان اوروک گودام را احاطه کرده‌اند، با توصیف ورود انکیدو به اوروک در نسخهٔ معیار بابلی حماسه گیلگمش مقایسه می‌کند. با این حال، او خاطرنشان می‌کند که به دلیل ضروریاتِ پی‌رنگ اثر اخیر، انکیدو در تضاد با گودام به عنوان یک شخصیت خیرخواه به تصویر کشیده شده است.
موجود اسطوره‌ای دیگری که با گودام مقایسه می‌شود، یک هیولای گاومانند در مرثیهٔ اوروک است. این موجود که به نام e-ne (احتمالاً یک نام شخصی) شناخته می‌شود، به یک گاو نر تشبیه شده و قبل از نابودی شهر در اثر جنگ و «طوفان» که موضوع اصلی مرثیه است، شهر را از سوی خدایان در گذشته‌های دور ویران کرده است.

## واژگان
1. ↑  Arno Poebel
2. ↑  Maurus Witzel
3. ↑  Wolfgang Heimpel
4. ↑  Reallexikon der Assyriologie und Vorderasiatischen Archäologie
5. ↑  Willem Römer
6. ↑  Electronic Text Corpus of Sumerian Literature
7. ↑  Douglas Frayne
8. ↑  Bendt Alster
9. ↑   Eanna
10. ↑   Zabalam
11. ↑  Doxology
12. ↑  Kusarikku
13. ↑  Laura Feldt
14. ↑  Alhena Gadott
15. ↑  Dumuzid the Fisherman
16. ↑  Kuara
17. ↑  Determinative
18. ↑  Lugal-e
19. ↑  Angim
20. ↑  Shukaletuda
21. ↑  Wild man
22. ↑  Lament for Uruk